# Ribeirão da Ilha
Ribeirão da Ilha är ett samhälle i Brasilien.   Det ligger i kommunen Florianópolis och delstaten Santa Catarina, i den södra delen av landet, 1 300 km söder om huvudstaden Brasília. Ribeirão da Ilha ligger 2 meter över havet och antalet invånare är 21 000. Det ligger på ön Ilha de Santa Catarina.
Terrängen runt Ribeirão da Ilha är kuperad åt sydost, men åt nordväst är den platt. Havet är nära Ribeirão da Ilha åt sydväst. Trakten är tätbefolkad. Närmaste större samhälle är Florianópolis, 11,5 km norr om Ribeirão da Ilha. 